# Chiesa di Santa Maria in Platea
La chiesa di Santa Maria in Platea, nota anche come cattedrale e duomo di Campli è una chiesa parrocchiale della città di Campli, in provincia di Teramo, già cattedrale della diocesi di Campli, soppressa nel 1818 ed aggregata alla diocesi di Teramo.
È stata classificata come Monumento nazionale d'Italia dal 1902 e rappresenta una delle realtà di maggiore identificazione e suggestione del territorio camplese, custodendo memoria d'arte e di spiritualità. I fedeli locali la considerano come il luogo deputato per la venerazione dell'Immacolata Concezione che chiamano confidenzialmente «Madonna delle dodici stelle».

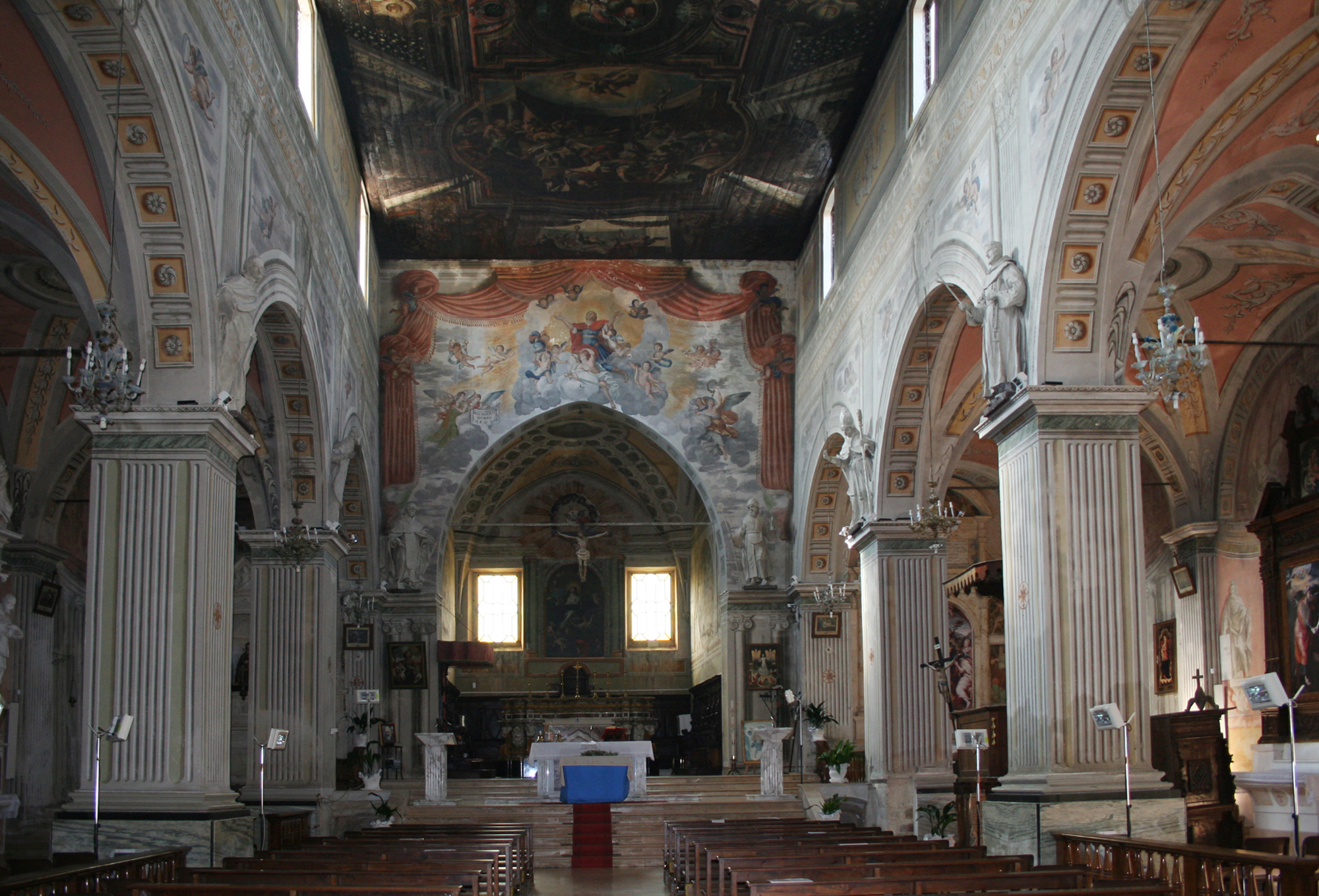
Aula liturgica, come appariva nell'anno 2014.

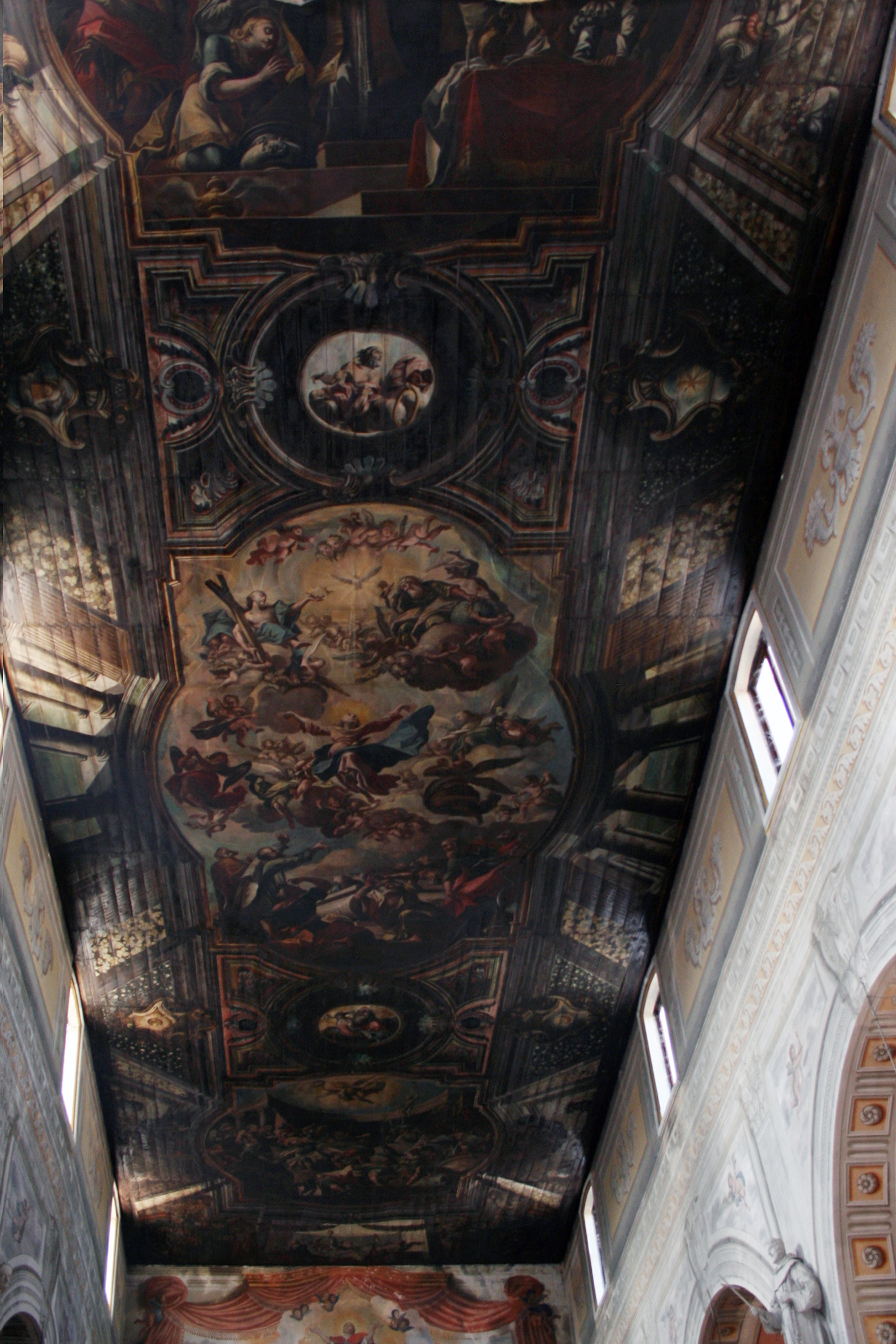
Soffitto ligneo, come appariva nell'anno 2014.

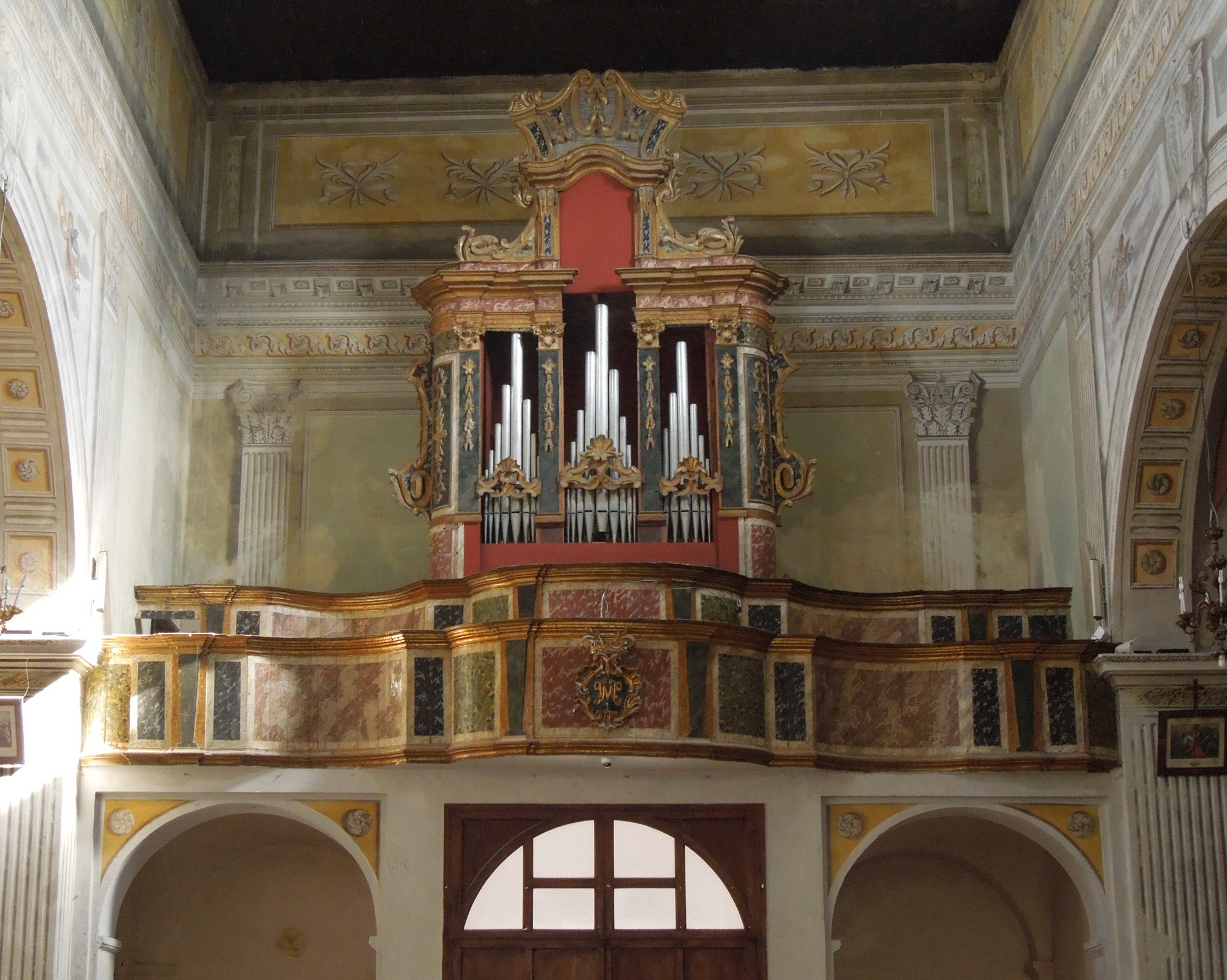
Organo a canne.

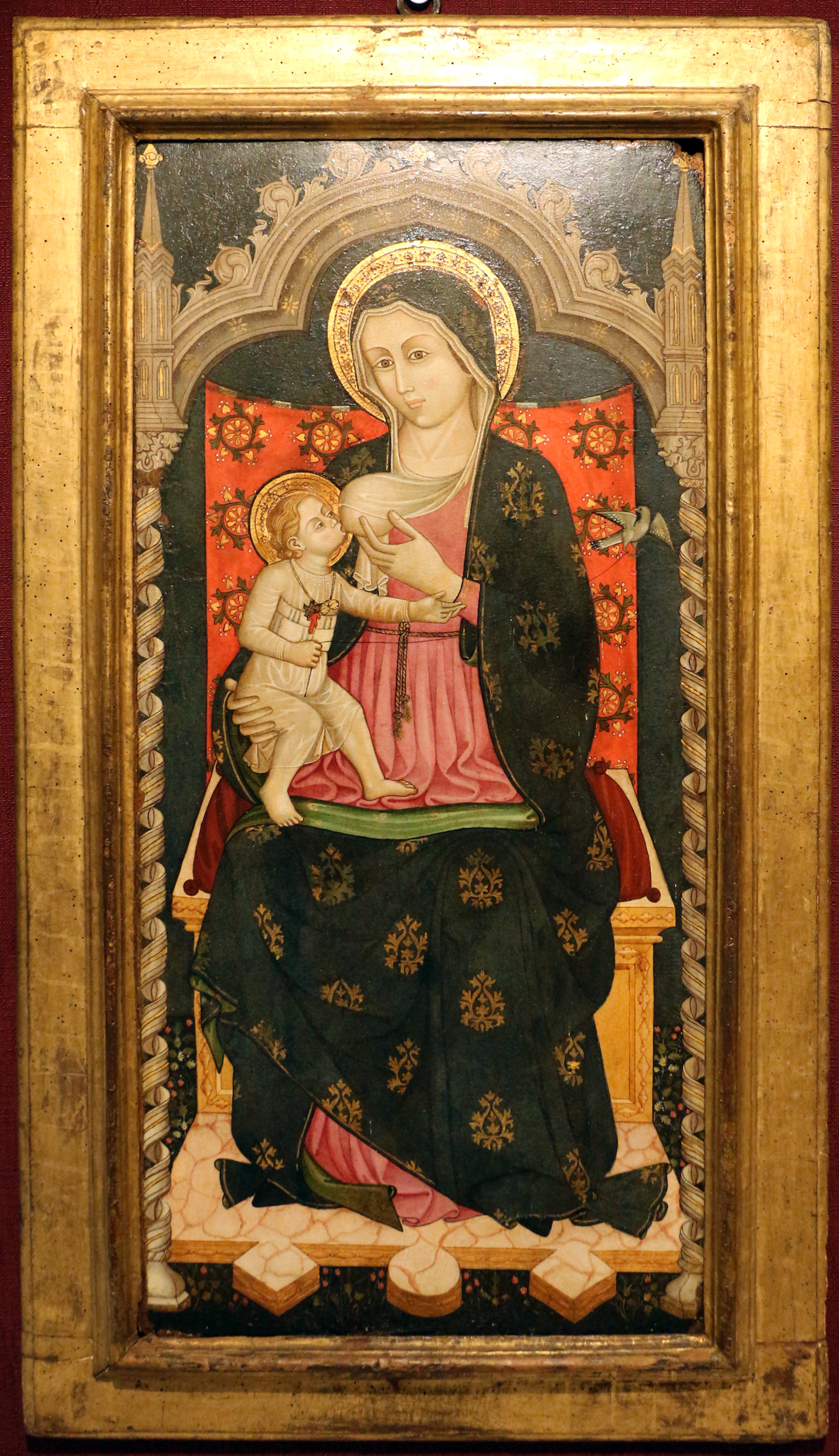
Madonna del Latte di Giacomo da Campli.

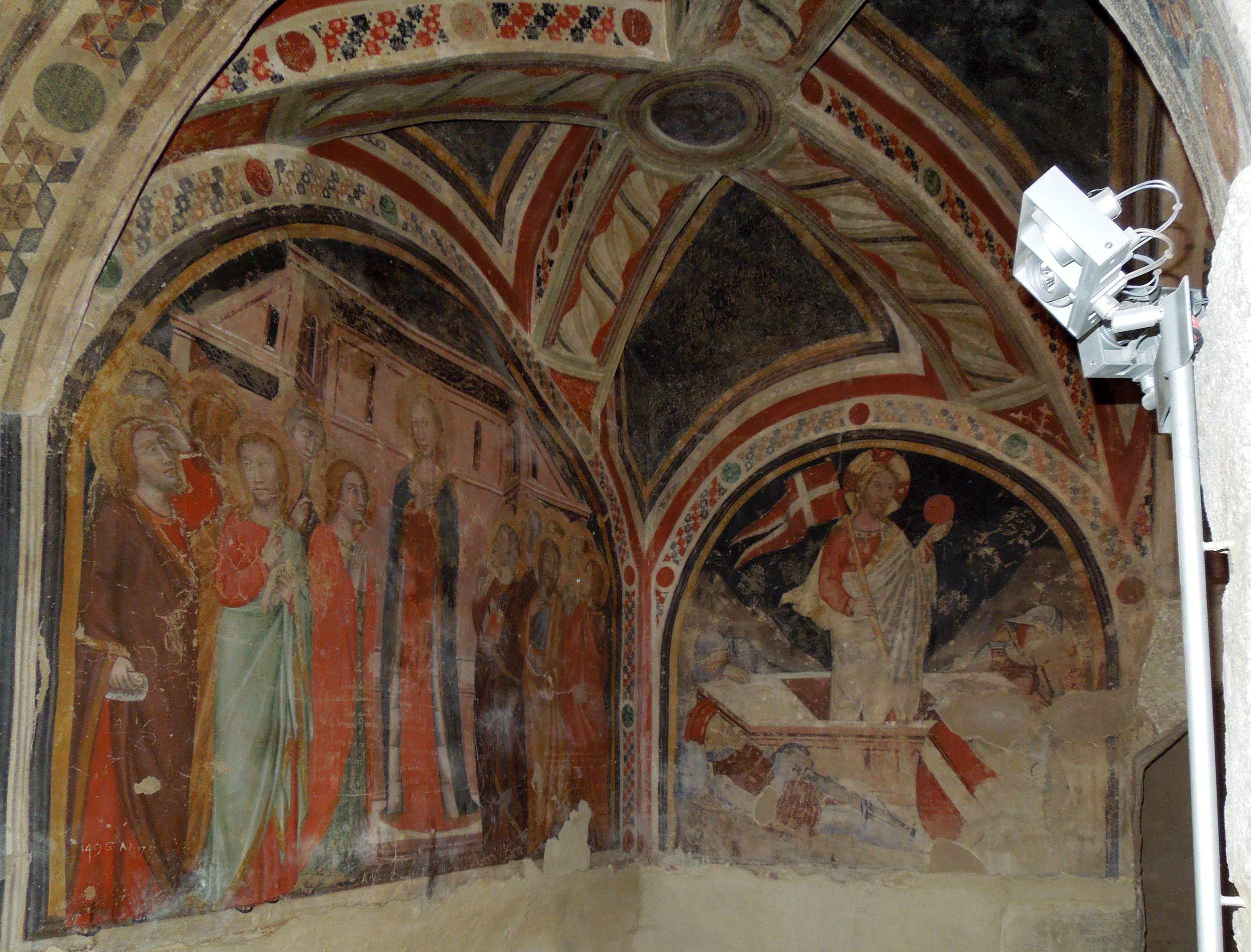
Affreschi di Sant'Orsola con le Vergini compagne e della Resurrezione.

## La denominazione
Prende la denominazione di Santa Maria dalla statua trecentesca in pietra, attribuita all'artista Gianfrancesco Gagliardelli, alloggiata nella nicchia al di sopra del portale principale. La scultura ritrae la Madonna col Bambino che rivolge benevola il suo sguardo alla piazza (platèa) principale della città. Di particolare interesse iconografico è la postura del Bambino in piedi, ritenuta di grande pregio dall’archeologo castellano Felice Barnabei.

## Il titolo
Nel corso del tempo le sono stati conferiti diversi titoli, quali:

### Collegiata
- Collegiata - È il titolo che ha assunto nel 1395. Come riportato anche nel Regesto storico camplese, la chiesa di Santa Maria in Platea, fino ad allora parrocchiale, fu eretta a collegiata.[8] Niccola Palma la cita come: «insigne Collegiata di Santa Maria in Platea» sia riferendo della visita del vescovo aprutino Francesco Chierigatto a Campli, avvenuta il 30 marzo 1526,[9] e sia descrivendo la figura di Pietro Paolo Quintavalle, Pievano nell'anno 1590.[10] Lo stesso storico nel 1834, anno di pubblicazione del IV volume della sua opera, non la annovera tra le collegiate del Capitolo aprutino.[11] Nell'anno 1867, a seguito della promulgazione delle Leggi di incameramento dei beni ecclesiastici, note come Leggi Siccardi, nell'ambito delle disposizioni dell'Eversione dell'asse ecclesiastico, ed in particolare con l'entrata in vigore della Legge n. 3848 del 15 agosto 1867[12] anche alla collegiata camplese fu soppresso tale titolo.

### Cattedrale
- Cattedrale - L'elevazione al rango di cattedrale le è stato assegnato nel 1600, anno di erezione della diocesi di Campli, con la bolla pontificia, nota come Pro Excellenti praeminentia,[13] emanata da papa Clemente VIII[14] e la nomina del piacentino Alessandro Boccabarile quale primo vescovo,[15] già cappellano della duchessa Margherita.[16] Il titolo è stato conservato per 218 anni, fino al 27 giugno 1818, data della soppressione della diocesi avvenuta con la restituzione del suo territorio alla diocesi di Teramo[17] con la disposizione contenuta nella bolla Utiliori Dominicale vinae emanata da papa Pio VII.[13] All'interno dell'aula liturgica, nella zona del presbiterio, si trova ed ancora oggi conservata ed ha sede la seicentesca cattedra vescovile ed il Coro dei Canonici, composto da una elegante struttura lignea decorata ad intarsio.[14] Dal 1968 Campli appartiene alle sedi vescovili titolari della Chiesa cattolica. Ne è stato titolare il reverendo Benedictus Son Hee-Song, già vescovo ausiliare dell'Arcidiocesi di Seul, cui papa Francesco ha assegnato la sede camplese il 14 luglio 2015.[18]Il 21 novembre 2024 gli è successo Renato Tarantelli Baccari, vescovo ausiliare della Diocesi di Roma.

### Chiesa
- Chiesa di Santa Maria in Platea – È la corrente denominazione ufficiale, cui si affianca la qualifica di parrocchia, adottata nella citazione e nomenclatura dalla diocesi di Teramo-Atri,[19][20][21][22] e come riportato nella Gazzetta Ufficiale della Repubblica Italiana - Supplemento straordinario n. 16 del 21 gennaio 1987.[23]

Gli storici locali la citano come: «ex Cattedrale», «già o ex Collegiata» e «pievana».

## Storia
Le fonti non indicano la data esatta della primitiva costruzione del sito di culto. La chiesa attuale è stata edificata alla fine del XIV secolo, anteriormente al 1395, sui resti di un edificio più antico, risalente a prima dell'anno 1.000 che oggi è la cripta. Nel corso del tempo la fabbrica medioevale, ad una sola navata, ha subito varie trasformazioni, tra le quali gli ampliamenti delle navate laterali, nel 1470 è stata aggiunta quella rivolta ad ovest per volontà di Cipriano Quintavalle, pievano dal 1470 al 1513,  nel 1561 quella rivolta ad est. Al 1513 risale la realizzazione della tribuna dell'abside con il coro e al 1663 la cantoria con l'organo a canne. In seguito, a causa dei danni provocati dal terremoto dell'Aquila del 1703, si sono resi necessari lavori di restauro con la riconfigurazione della facciata.
Tra le Carte farnesiane del fascio 1150 è stata ritrovata una lettera del «Capitolo e dei Canonici di Santa Maria della Piazza di Campli», datata febbraio 1562, indirizzata a Margherita d'Austria, scritta per trovare soluzione a dissapori interni alla chiesa. L'epistola contiene la richiesta: «si possa eleggere in questo loco un pastor qual sia persona literata e di vita exemplar».

## Architettura

### La Facciata
Lo stile dell'odierno prospetto principale è stato delineato dagli interventi di consolidamento e restauro, avvenuti negli anni compresi tra il 1790 ed il 1793, che hanno parzialmente cancellato e sostituito la monumentale facciata romanica risalente al 1293, paragonata per somiglianza da alcuni storici a quella del Duomo di Teramo. Il fronte centrale della struttura esterna risulta essere la commistione dello stile neoclassico, attribuito a Giovanni Antonio Fontana da Penne, scandito da due ordini di nicchie e paraste, mentre ai lati sopravvivono due aree appartenute alla costruzione medievale in conci squadrati di pietra e tufo.
Il rinnovamento ha comportato la perdita e la quasi completa distruzione dell'antico portale «con ornati finissimi, migliori di quello ora esistente in San Francesco» I pochi avanzi delle parti decorative della medioevale porta d'ingresso sono custoditi presso il Palazzo Comunale.

### L'interno
L'interno della chiesa è scandito da tre navate. L'altare ospita, nella nicchia centrale, una Madonna di Giacomo da Campli e due tavole con i santi di Cola dell'Amatrice, oggi conservate nel museo civico. Vi sono, inoltre, la Cappella di Sant'Andrea Apostolo, dove si conserva la tela di Giovan Battista Ragazzini, realizzata nel 1557, raffigurante una Madonna col Bambino ed i Santi. Di seguito,  Visitazione della Madonna a sant'Elisabetta ed un gruppo ligneo di Gagliardelli, una Madonna col Bambino di Silvestro dell'Aquila ed un altare in pietra di Sebastiano da Como. Sulla cantoria, in controfacciata, si trova l'organo a canne datato 1663 e recentemente restaurato. Imponente nella struttura è dotato di 500 canne.
Tra le pregevoli opere custodite da questa chiesa si ricordano anche due reliquiari, quali: il braccio ed il busto di san Pancrazio, protettore di Campli. Il braccio è realizzato in argento sbalzato e cesellato, impiantato su un supporto circolare, termina con una mano che stringe un ramo di palma simbolo del martirio. Di fattura settecentesca, reca il bollo di garanzia della città di Napoli.
Il busto reliquiario, in argento dorato dei primi anni del XVIII secolo, conserva al suo interno il cranio di san Pancrazio, portato a Campli nell'anno 1700 dal vescovo Giovanni Vespoli-Casanatte.

### Il soffitto ligneo
Questa opera fu realizzata dopo l'elevazione della nave principale, avvenuta sotto il vescovato Sacconi, nell'anno 1713.  Il soffitto in legno è stato dipinto da Donato Teodoro da Chieti all'inizio del XVIII secolo. Il tema pittorico, composto anche da tre grandi tele, probabilmente destinate ad una diversa collocazione e riadattate per questa chiesa, propone le «Storie di San Pancrazio» ed è ornato da 3 rappresentazioni, quali: il battesimo ed il martirio di San Pancrazio con, al centro, l'Assunzione della Vergine.

### Edicola del Sacramento
Detta anche cappella, con la sua costruzione in «pietra fine, egregiamente ornata di bassorilievi e di sottili intagli»,  è stata elevata al termine della navata occidentale da Sebastiano da Como nel 1532 ed è servita per custodire il Santissimo Sacramento. L'intera composizione in pietra scolpita accoglie una Madonna lignea, sedente col Bambino sulle ginocchia, del 1493, attribuita a Silvestro dell'Aquila, e due pale d'altare dipinte su fondo oro da Cola dell'Amatrice nei primi anni del XVI secolo. L'edicola ha avuto anche una Confraternita, istituita al tempo del pievano Quintavalle, e procuratori eletti dal Comune di Campli. Inoltre, era dotata di una sagrestia propria munita di arredi ed entrate.

## Il campanile
Sulla porzione destra della facciata si eleva per un'altezza di 42 metri,
la possente torre campanaria a pianta quadrangolare,  definita di «tipo atriano». Il suo aspetto è molto somigliante ad altri 3 campanili della provincia teramana, quali: la Torre del Duomo di Teramo, il campanile del duomo di Atri e quello di Corropoli. e a quello del Duomo di Chieti (1498). L'opera, costituita da blocchi squadrati di travertino, risale al XIII secolo. La sua struttura si compone di tre dadi, l'ultimo di questi è decorato da archetti pensili in cotto e culmina con la lanterna ottagonale del 1474, attribuita ad Antonio da Lodi. Nel 1739 il campanile è stato soprelevato con l'aggiunta della cuspide, distrutta da un fulmine il 14 giugno 1780. La struttura architettonica è rimasta priva dell'ultimo elemento decorativo per più di un secolo, solo nel 1893, il 25 luglio, l'ingegnere Norberto Rozzi ha presentato un progetto per risarcire la torre della cuspide che ancora oggi vediamo.

## La cripta
Al di sotto della zona presbiteriale si trova la cripta di impianto benedettino. Il suo spazio è scandito dalla presenza di cinque navatelle coperte da quindici campate. Gli storici locali ricordano che nella notte tra il 6 ed il 7 giugno 1904, un incendio ha distrutto completamente quanto vi era custodito, compreso il pavimento di «reggiole di Napoli», ossia di «mattoni verniciati a fuoco».
Al suo interno vi è un ciclo di affreschi eseguiti nei primi decenni del XIV secolo attribuibili a Niccolò di Valle Castellana. Originariamente l'opera pittorica doveva estendersi lungo tutte le pareti, mentre oggi ne rimangono porzioni ancora parzialmente leggibili. Si distinguono le figure dei Quattro Evangelisti, ritratti in una volta a crociera della navatella centrale, sant'Elena imperatrice che prova la vera Croce, sant'Orsola con le Vergini compagne, la Resurrezione della Madonna tra gli Apostoli, e la Pentecoste che si trovano sulle pareti delle campate di fondo. Il ciclo pittorico, ha caratteristiche di un complesso unitario, dipinto dalla stessa mano, con riquadrature delimitate da fasce di finto mosaico ed altri decori con continuità, circostanza che esclude possa trattarsi di opere commissionate come «ex voto».

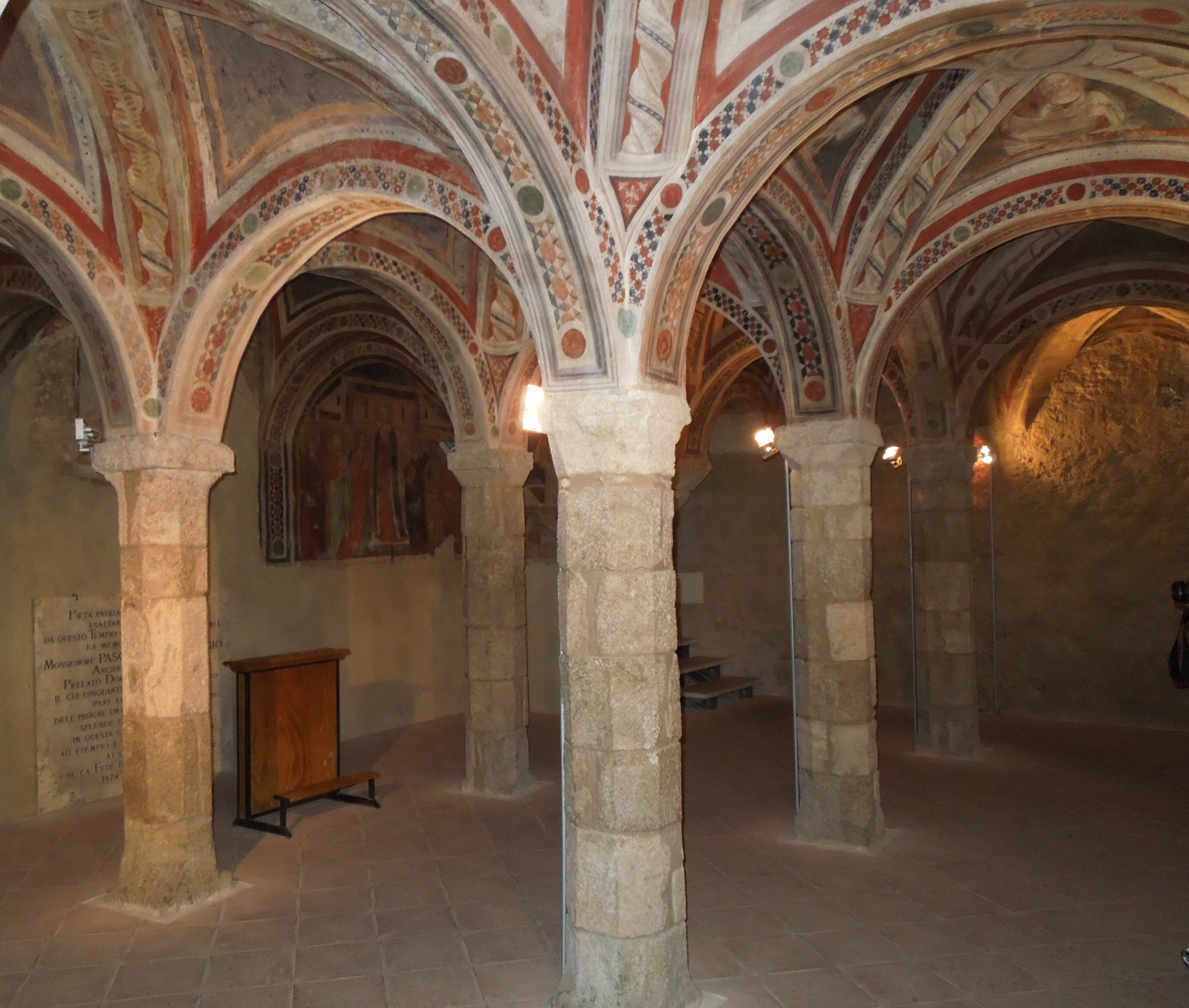
Interno della Cripta.
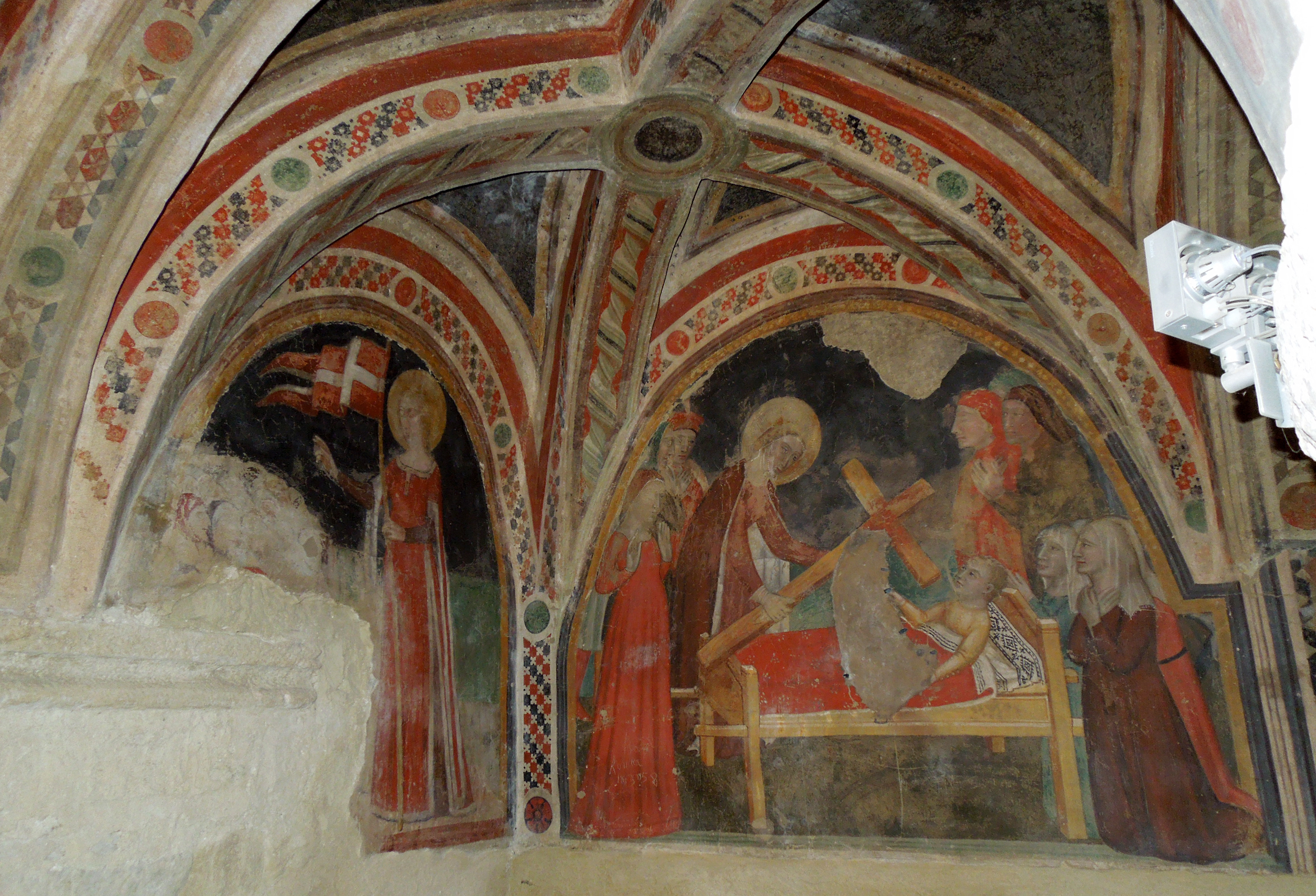
Affreschi della Pentecoste e di Sant'Elena imperatrice che prova la vera Croce.
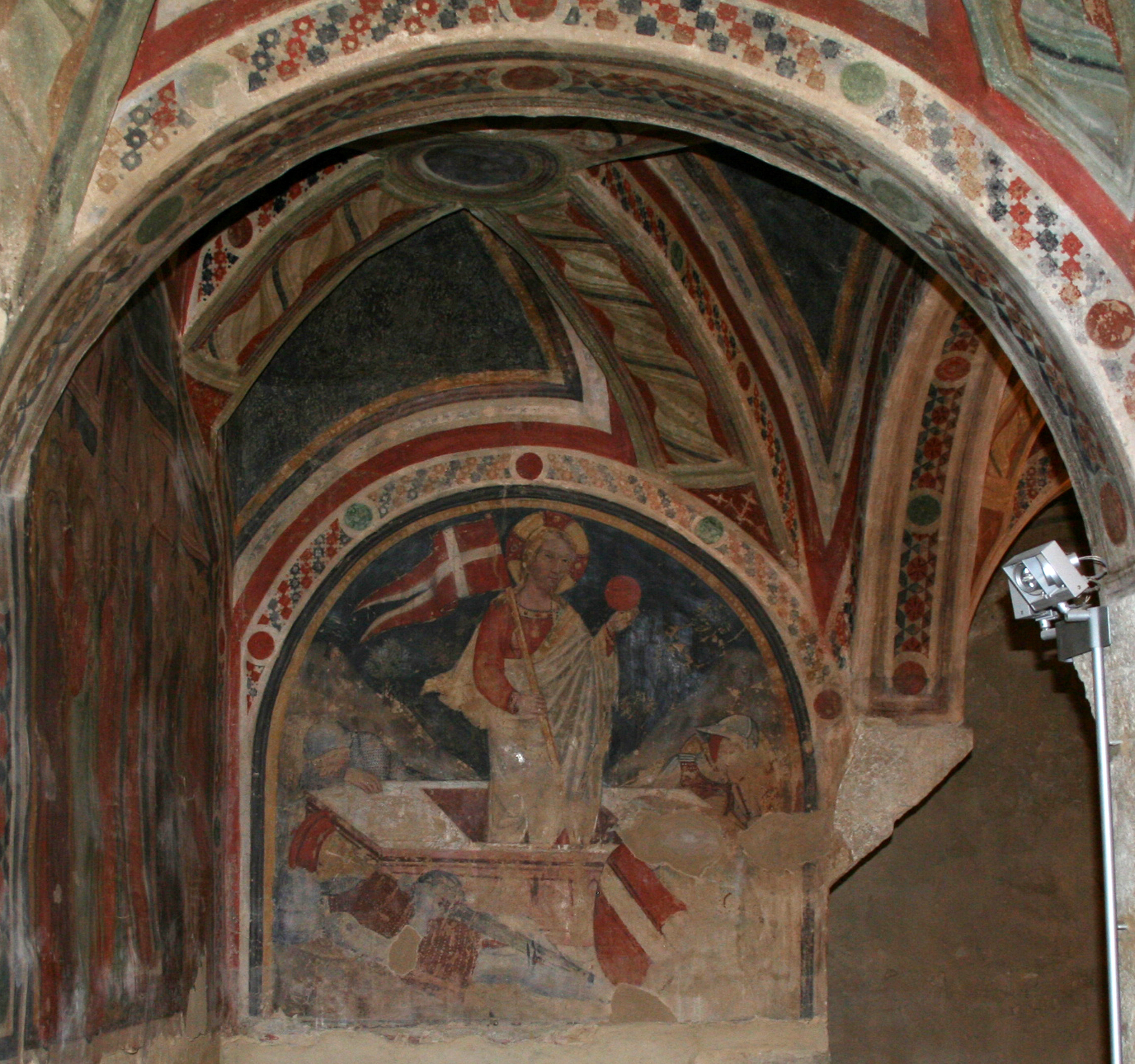
Affresco della Resurrezione.